# フクッピー
フクッピー(IPAによる発音 [ɸɯ̥kɯꜜppiː]) は、福島工業株式会社のマスコットキャラクターである。赤い靴を履き、青い翼のはえたタマゴ形で、一人称は「ボク」だが、まだタマゴなので性別不明（ジェンダーレス）である。
福島工業（現社名：フクシマガリレイ）は大阪府に本社を置く、業務用の冷蔵庫などを手がけるメーカーである。日本のみならず、中国や香港、マレーシア、シンガポール、台湾などアジア各地に進出している。
キャラクター名の「フクッピー」は、もともとは「Fukuppy」という表記で、創業者の福島信夫からとった社名の「福島」と英語の「ハッピー」をかけた名前である。フクシマガリレイのホームページによれば、フクッピーは「自分のことは「ボク」って言う」「食べることが大好きで、好奇心が旺盛」「自分磨きは欠かさない」「みんなの健康状態をチェックする」。
2013年4月に福島工業の企業マスコットとしてデビューしたが、当時はほとんど注目されなかった。しかし2013年10月の半ばに、フクッピーという名前が主に英語圏のインターネット上でにわかに注目が集まった。偶然だが、フクッピーの英語名であるFukuppyの綴りが英語の「"fuckup"」(間抜け野郎)と似ていたためである。当時は日本語や英語圏だけでなくアフリカーンス語、カタルーニャ語、オランダ語、フランス語、ドイツ語、スウェーデン語でも話題になっている。当初は誤って福島県や、2011年の福島第一原子力発電所事故後の除染作業と関係があるという憶測も呼んだ。当時の福島工業は即座に謝罪文を公開して、マスコットを英語表記からカタカナ表記に変更している。
そのため、フクッピーは、英語にはふつう存在しない和製英語が海外に広まるときのリスク事例として取り上げられることもある。